# Hocus-pocus (film din 1966)
Hocus-pocus (titlul original: în germană Hokuspokus oder: Wie lasse ich meinen Mann verschwinden...?) este un film de comedie vest-german, realizat în 1966 de regizorul Kurt Hoffmann, protagoniști fiind actorii Heinz Rühmann, Liselotte Pulver, Richard Münch și Fritz Tillmann.
Aceasta este a treia adaptare a piesei lui Curt Goetz, a doua a lui Hoffmann după cea din 1953 (prima fiind produsă de Gustav Ucicky datată din 1930).

## Rezumat
Agda Kjerulf se confruntă cu o sarcină dificilă, trebuie să identifice corpul soțului ei decedat. Înainte de moarte, acesta a fost un artist fără bani. Dar acum, după moartea sa subită, lucrările sale sunt mai populare ca niciodată. Între timp, Agda se confruntă cu suspiciunea că și-a ucis ea însăși soțul. În timpul procesului se implică în contradicții și chiar își pierde avocatul. În cele din urmă, primește ajutor de la un bărbat pe nume Peer Bille, care pretinde că este adevăratul criminal și se prezintă ca noul apărător al Agdei. După o negociere îndelungată și plină de evenimente, există în sfârșit o rezoluție surprinzătoare.

## Distribuție
- Heinz Rühmann – Peer Bille, Hilmar Kjerulf
- Liselotte Pulver – Agda Kjerulf
- Richard Münch – președintele tribunalului
- Fritz Tillmann – Staatsanwalt
- Stefan Wigger – negustorul de obiecte de artă Amundsen
- Klaus Miedel – dl. Graham
- Tatjana Sais – martora Kiebutz
- Joachim Teege – martorul Munio Eunano
- Edith Elsholtz – Anne Sedal
- Käthe Braun – dna. Engstrand
- Gert Haucke – un polițist